# Municipio Sacaca
Das Municipio Sacaca (auch: Villa de Sacaca) ist ein Verwaltungsbezirk im Departamento Potosí im südamerikanischen Anden-Staat Bolivien.

## Lage im Nahraum
Das Municipio Sacaca ist eins von zwei Municipios in der Provinz Alonso de Ibáñez. Es grenzt im Westen an das Municipio Caripuyu, im Norden an das Departamento Cochabamba, im Nordosten an die Provinz Bernardino Bilbao, im Südosten an die Provinz Charcas und im Südwesten an die Provinz Rafael Bustillo.
Der zentrale Ort des Municipios ist Sacaca mit 2292 Einwohnern (Volkszählung 2012) in der nördlichen Hälfte des Municipios.

## Geographie
Das Municipio Sacaca liegt östlich des bolivianischen Altiplano im nördlichen Teil der Cordillera Central. Das Klima ist ein typisches Tageszeitenklima, bei dem die täglichen Temperaturschwankungen stärker ausfallen als die jahreszeitlichen Schwankungen.
Der Jahresniederschlag beträgt etwa 550 mm (siehe Klimadiagramm Sacaca), bei einer deutlichen Trockenzeit von April bis Oktober mit weniger als 20 mm Monatsniederschlag, und einer kurzen Feuchtezeit im Januar und Februar mit Niederschlägen deutlich über 100 mm. Die mittlere Durchschnittstemperatur der Region liegt bei 9,5 °C und schwankt nur unwesentlich zwischen 50 °C im Juni/Juli und 12 °C im November/Dezember.

## Bevölkerung
Die Einwohnerzahl ist zwischen 1992 und 2024 leicht angestiegen:
| Jahr | Einwohner | Quelle       |
| ---- | --------- | ------------ |
| 1992 | 14.638    | Volkszählung |
| 2001 | 18.725    | Volkszählung |
| 2012 | 19.266    | Volkszählung |
| 2024 | 17.188    | Volkszählung |

Die Lebenserwartung der Neugeborenen in dem Municipio liegt bei nur 48 Jahren, der Alphabetisierungsgrad bei den über 15-Jährigen bei 60 Prozent (2001), und der Anteil der städtischen Bevölkerung im Municipio beträgt 11,9 Prozent. (2012)

## Politik
Ergebnisse der Wahlen zum Gemeinderat (concejales del municipio) bei den Regionalwahlen vom 4. April 2010:
| Wahl- berechtigte |  | Wahl- beteiligung | gültige Stimmen |  | MAS-IPSP | M.O.P. |
| ----------------- |  | ----------------- | --------------- |  | -------- | ------ |
| 7.762             |  | 6.767             | 4.926           |  | 4.045    | 881    |
|                   |  | 87,2 %            | 72,8 %          |  | 82,1 %   | 17,9 % |

Ergebnis der Regionalwahlen (elecciones de autoridades políticas) vom 7. März 2021:
| Wahl- berechtigte |  | Wahl- beteiligung | gültige Stimmen |  | MAS-IPSP | AS      | MTS    | M.O.P. |
| ----------------- |  | ----------------- | --------------- |  | -------- | ------- | ------ | ------ |
| 9.027             |  | 7.753             | 5.935           |  | 4.089    | 1.059   | 302    | 184    |
|                   |  | 85,89 %           | 76,55 %         |  | 68,90 %  | 17,84 % | 5,09 % | 3,10 % |

## Gliederung
Das Municipio unterteilt sich in die folgenden beiden Kantone (cantones):
- 05-0701-01 Kanton Sacaca – 170 Ortschaften – 18.919 Einwohner
- 05-0701-02 Kanton Colloma – 1 Ortschaft – 347 Einwohner

## Ortschaften im Municipio Sacaca
- Kanton Sacaca
  - Sacaca 2292 Einw. – Tarwachapi 602 Einw. – Vila Vila 307 Einw. – Charca Mikani 279 Einw. – Mallcukota 199 Einw. – Cochipampa 143 Einw.

- Kanton Colloma
  - Colloma 347 Einw.